# Polythene
Albums de Feeder
Swim
(1995) Yesterday Went Too Soon
(1999)
Singles
1. Stereo World
Sortie : 7 octobre 1996
2. Tangerine
Sortie : 24 février 1997
3. Cement
Sortie : 28 avril 1997
4. Crash
Sortie : 11 août 1997
5. High
Sortie : 6 octobre 1997
6. Suffocate
Sortie : 16 février 1998

Polythene est le nom du premier album studio du groupe de rock britannique Feeder, sorti le 18 mai 1997 sous le label Echo. 
La version originale de cet album est relativement rare puisque Polythene a été réédité le 28 octobre de la même année avec l'ajout du single High, premier succès du groupe auprès du public s'étant classée 24e dans les charts au Royaume-Uni.
L'album a obtenu le titre de disque d'argent et s'est classé 65e avec plus de 89 000 albums vendus.

## Liste des pistes

### Version Originale
1. Polythene Girl – 3:29
2. My Perfect Day (réédition) – 4:25
3. Cement – 3:17
4. Crash – 4:08
5. Radiation – 4:38
6. Suffocate – 3:53
7. Descend – 5:20
8. Stereo World – 3:24
9. Tangerine – 3:58
10. Waterfall – 3:10
11. Forgive – 4:41
12. 20th Century Trip – 1:56

### Réédition
1. Polythene Girl – 3:25
2. My Perfect Day (réédition) – 4:25
3. Cement – 3:18
4. High – 4:33
5. Crash – 4:09
6. Radiation – 4:38
7. Suffocate – 3:54
8. Descend – 5:20
9. Stereo World – 3:28
10. Change – 3:23
11. Tangerine – 3:55
12. Forgive – 4:41
13. 20th Century Trip – 1:57